# 組合せ最適化
組合せ最適化（くみあわせさいてきか、英: combinatorial optimization、組み合わせ最適化、または組み合せ最適化とも表記される）は、応用数学や情報工学での組合せ論の最適化問題である。オペレーションズリサーチ、アルゴリズム理論、計算複雑性理論と関連していて、人工知能、数学、およびソフトウェア工学などの交差する位置にある。組合せ最適化では、厳密解が簡単に求まる場合もあれば、そうでない場合もある。厳密解を求めるのが難しいと思われる問題を解くために、その問題の解空間を探索する場合もあり、そのためのアルゴリズムでは、効率的に探索するために解空間を狭めたりすることもある。

## 非形式的定義
組合せ最適化は、最適化問題の中でも最適解の集合が離散的であるか、離散的なものに減らすことができるものであり、その目的は最も良い解決法を見つけることである。
解が二値ベクトルの場合は0-1最適化問題（英: 0-1 optimization problem）とも言われる。

## 形式的定義
組合せ最適化問題のインスタンスは、 {\displaystyle (X,P,Y,f,\mathrm {extr} )} の要素の組 (tuple) として形式的に記述できる。
ここで
- X は解空間（solution space、その中に f と P が定義されている）
- P は実現可能かどうかを判定する関数
- Y は実現可能な解の集合
- f は最適化関数
- extr は極値（extreme、最大または最小）

## 問題例
- 巡回セールスマン問題
- 中国人郵便配達問題
- 最小全域木問題
- 最短経路問題
- 線形計画問題（基底にするべき変数を選ぶ問題と見なすと組合せ的になる）
- 整数計画問題
- エイト・クイーン（制約充足問題の一種）
- ナップサック問題
- 最大流問題
- 最小カット問題
- 最大マッチング問題
- 劣モジュラ関数最小化
- 劣モジュラ関数最大化

## NP困難
計算複雑性理論の研究は、組合せ最適化に役立っている。いくつかの組合せ最適化問題が、NP困難である事に関係している。そのような問題は、一般的には効率的に解けるとは思われていない。しかし、複雑性理論の様々な近似は、これらの問題のいくつか（例えば「小さな」問題）が効率的に解けることを示唆する。組合せ最適化にも近似解法があり、そのような解法はしばしば重要な応用が可能である。

## 手法

### 一般的な手法
- 分枝限定法
- 動的計画法
- 力まかせ探索
- 深さ優先探索
  - 反復深化深さ優先探索
  - 深さ制限探索
- 幅優先探索
- 均一コスト探索
- 双方向探索
- 貪欲法

### 特定の問題に対する手法
- 最短経路問題
  - ダイクストラ法
  - ベルマン-フォード法
- 最小全域木
  - プリム法
  - クラスカル法
  - ブルーフカ法
- 最大フロー問題・最小カット問題
  - フォード・ファルカーソンのアルゴリズム
  - エドモンズ・カープのアルゴリズム
  - ディニッツ法
  - プリフロープッシュ法
- 巡回セールスマン問題
  - 最近傍法
  - クリストフィードのアルゴリズム

### ヒューリスティックを使用する物
- 局所探索法、山登り法
- 最良優先探索
- A*

### メタヒューリスティック
以下の発見的探索法（メタヒューリスティックアルゴリズム）は、この種の問題を解くのに使われる。

#### 近傍探索法
- 局所探索法
- 焼きなまし法
- タブーサーチ

#### 進化的計算
- 群知能
  - 蟻コロニー最適化
- 進化的アルゴリズム
  - 遺伝的アルゴリズム

#### その他のアルゴリズム
- GRASP
- Population-based incremental learning
- シミュレーティド・エボリューション
- Reactive search